# Gruppo di NGC 1207
Il Gruppo di NGC 1207 comprende tre galassie situate nella costellazione di Perseo.
La distanza media tra il centro di massa di questo gruppo e la nostra Via Lattea è di circa 212 milioni di anni luce (64,9 Mpc).

## Membri
Le galassie componenti il gruppo, nell'ordine indicato nell'articolo di Garcia del 1993, sono elencate nella tabella sottostante.
| Nome     | Classificazione | Tipo               | RA (J2000.0)  | DEC (J2000.0) | Velocità radiale (km/s) | Magnitudine apparente | Distanza (Mpc) | Dimensioni (kal) |
| -------- | --------------- | ------------------ | ------------- | ------------- | ----------------------- | --------------------- | -------------- | ---------------- |
| NGC 1207 | SAB(rs)bc?      | Spirale intermedia | 03h 08m 15.5s | 38° 22′ 56″   | 4800 ± 6                | 12,7                  | 68,2 ± 4,8     | 170              |
| NGC 1233 | Sb              | Spirale            | 03h 12m 33.1s | 39° 19′ 08″   | 4389 ± 7                | 13,2                  | 62,2 ± 4,4     | 141              |
| UGC 2604 | SAB(s)c         | Spirale intermedia | 03h 14m 40.5s | 39° 37′ 03″   | 4521 ± 5                | 12,33                 | 63,2 ± 4,5     | 95               |

Il sito DeepskyLog permette di trovare agevolmente le costellazioni in cui sono situate le galassie; in alternativa si possono utilizzare le coordinate delle galassie per individuarle. Se non altrimenti indicato, le coordinate sono quelle fornite dal sito NASA/IPAC (National Aeronautics and Space Administration / Infrared Processing and Analysis Center).